# RoboCop 2
Série RoboCop
RoboCop
(1987) RoboCop 3
(1993)
Pour plus de détails, voir Fiche technique et Distribution.
RoboCop 2  est un film américain réalisé par Irvin Kershner et sorti en 1990. Il fait suite à RoboCop de Paul Verhoeven, sorti en 1987.
Le film débute alors qu'une nouvelle drogue circule dans les rues de Détroit, le « Nuke ». Elle est contrôlée par une secte qui a pour gourou un dénommé Caïn. L'OCP tente une OPA sur la ville de Détroit, qui a de plus en plus de mal à se financer et a contracté une énorme dette envers l'OCP. L'OCP a aussi pour projet de créer RoboCop 2, un nouveau cyborg, mais elle peine à trouver un bon sujet pour la cybernétisation. RoboCop essaie de faire face à la situation, au trafic de drogue, à l'OCP et à son nouveau projet pour protéger les citoyens de Détroit.

## Synopsis
Alors que la police est en passe d'être en grève, une bande de malfrats attaque un magasin d'armes, mais Robocop arrive sur les lieux et les neutralise. Il demande à un des malfrats où se fabrique le Nuke, une drogue très dangereuse ; celui-ci, sous la contrainte, lui indique l'endroit. Robocop s'y rend et y fait une descente. Il y retrouve Caïn, Angie et Hob, secondé plus tard par sa collègue Lewis attirée par les coups de feu. Ils parviennent également à sauver un enfant qu'une fabricante clandestine avait laissé auprès d'elle.
Robocop, toujours hanté par les souvenirs de son ancienne vie, observe jour après jour son ancienne femme, Ellen Murphy, qui finit par faire un procès contre l'OCP (Omni Cartel des Produits). Celui-ci réprimande Robocop et lui indique qu'il n'est qu'une machine. Une entrevue avec la femme de Murphy tourne court, car Robocop finit par l'ignorer jusqu'à son nom.
Du côté de l'OCP, les dirigeants ont du mal à réaliser une relève pour le Robocop. En effet, Johnson montre à son patron plusieurs prototypes de cyborgs qui finissent en fiasco. C'est alors que le Dr Juliette Faxx décide de prendre les choses en main et de superviser ledit projet.
Dans un autre temps, Robocop et Lewis guettent une salle de jeu d'arcade où ils retrouvent la trace de Hob. Ils découvrent également que l'officier de police Duffy est corrompu. Robocop interroge de façon musclée Duffy tandis que Lewis tente d'arrêter tant bien que mal Hob qui prend la fuite avec son homme de main.
Peu de temps après, Robocop se rend à la cache de Caïn tout en évitant certains pièges. Il tente d'arrêter Angie mais tombe dans un guet-apens où il est mis en pièces avant d'être jeté devant le commissariat de police, dans un état critique. L'OCP rechignant à le réparer, il est pris en charge par le Dr Faxx, qui saisit l'occasion de le reprogrammer avec plus de 242 directives, afin de le rendre notamment plus sociable et pédagogique envers la population.
Le cyborg réparé est devenu docile au détriment de son efficacité, ce qui énerve Lewis. De retour au commissariat, les chercheurs qui s'occupent de lui découvrent ces modifications, mais ne peuvent pas les retirer sans risquer de le tuer, faute de matériel adéquat. Dans un éclair de lucidité, Robocop se rend à un poste électrique et s'électrocute lui-même ce qui efface toutes les directives qu'il avait en mémoire. De nouveau en service, il demande aux policiers de faire un raid contre Caïn afin de l'arrêter une fois pour toutes.
Pendant le raid, Caïn s'enfuit avec un véhicule blindé contenant de l'argent et de l'or. Robocop le poursuit et finit par le mettre hors d'état de nuire. Grièvement blessé, Caïn, dans le coma, est débranché par Faxx qui l'utilise comme cobaye pour le projet Robocop 2, utilisant son addiction à la Nuke comme un moyen de contrôle.
Pendant ce temps, l'OCP est presque tenu en échec par un mystérieux individu qui indique avoir les moyens financiers suffisant pour sauver la ville de Détroit. N'ayant aucun recours légal par rapport à cette situation gênante, ils envoient Robocop 2 éliminer les témoins ainsi que le maire, ce dernier étant le seul survivant du carnage causé par ce cyborg. Robocop arrive sur les lieux et constate les dégâts, il assiste également aux derniers moments de Hob qui a été mortellement blessé dans la fusillade.
Peu de temps après, le président de l'OCP présente le projet Delta City ainsi que Robocop 2. Celui-ci devient hors de contrôle lorsqu'il aperçoit le premier Robocop et s'ensuit une fusillade. Lewis arrive bien plus tard à la rescousse et attire le cyborg fou avec un échantillon de Nuke afin de piéger celui-ci. Robocop intervient et finit par arracher et détruire le cerveau du cyborg, le déconnectant définitivement. Devant le nombre de victimes que son prototype a causé, l'OCP finit par étouffer l'affaire.

## Fiche technique
Sauf indication contraire, les informations mentionnées dans cette section peuvent être confirmées par la base de données cinématographiques IMDb,  présente dans la section « Liens externes ».
- Titre original, français et québécois : RoboCop 2
- Réalisation : Irvin Kershner
- Scénario : Frank Miller et Walon Green, d'après une histoire de Frank Miller, d'après les personnages créés par Edward Neumeier et Michael Miner
- Musique : Leonard Rosenman
- Direction artistique : Pamela Marcotte
- Décors : Peter Jamison et Ronald R. Reiss
- Costumes : Rosanna Norton
- Directeur de la photographie : Mark Irwin
- Son : Edward Tise
- Montage : Armen Minasian, Lee Smith et Deborah Zeitman
- Production : Jon Davison
  - Producteur délégué : Patrick Crowley
  - Producteurs associés : Phil Tippett et Jane Bartelme
- Sociétés de production : Orion Pictures et Tobor Productions
- Distribution : Orion Pictures (États-Unis), 20th Century Fox (France)
- Pays d'origine : États-Unis
- Langue originale : anglais
- Format[1] : couleur (DeLuxe) - 35 mm - 1,85:1 (Panavision) - son Dolby SR
- Genre : science-fiction, action, policier
- Durée : 117 minutes
- Dates de sortie[2] :
  - États-Unis et Canada : 22 juin 1990
  - France : septembre 1990 (Festival du cinéma américain de Deauville)
  - France et Belgique : 5 septembre 1990
- Classification[3] :
  - États-Unis : R – Restricted (Les enfants de moins de 17 ans doivent être accompagnés d'un adulte).
  - France : interdit aux moins de 12 ans[4]

## Distribution
- Peter Weller (VF : Jean-Luc Kayser) : Alex Murphy / RoboCop
- Nancy Allen (VF : Marie-Christine Darah) : l'officier Anne Lewis
- Dan O'Herlihy (VF : Roland Ménard) : le président de l'OCP, dit « le vieil homme »
- Tom Noonan (VF : Joseph Falcucci) : Cain
- Belinda Bauer (VF : Anne Deleuze) : Dr Juliette Faxx
- Robert DoQui (VF : Jean-Pierre Moulin) : le sergent Warren Reed
- Gabriel Damon (VF : Emmanuel Garijo)  : Hob
- Felton Perry (VF : Guy Chapellier) : Donald Johnson
- Willard E. Pugh (VF : Nicolas Marié) : le maire Kuzac
- Jeff McCarthy (VF : Edgar Givry) : Holzgang
- Galyn Görg (VF : Céline Monsarrat) : Angie
- Ken Lerner : Tom Delaney
- Michael Medeiros : Catzo
- George Cheung (VF : Vincent Violette) : Gilette
- Stephen Lee (VF : Marc Alfos) : le sergent Duffy
- Phil Rubenstein (en) (VF : Antoine Marin) : Poulos
- John Doolittle (VF : François Leccia) : Dr Schenk
- Roger Aaron Brown (VF : Tola Koukoui) : l'officier Whittaker
- Tzi Ma (VF : Daniel Lafourcade) : Tak Akita
- Wanda De Jesus (VF : Tamila Mesbah) : l'officier Estevez
- Mario Machado (VF : Yves-Marie Maurin) : Casey Wong
- Leeza Gibbons : Jess Perkins
- Mark Rolston : Stef
- Thomas Rosales Jr. : Chet
- Brandon Smith : Flint
- John Glover : le vendeur de Magnavolt
- Frank Miller : Frank, technicien du laboratoire de Cain (caméo, non crédité)
- Gage Tarrant (VF : Emmanuèle Bondeville) : une prostituée
- Wayne Dehart (VF : Pascal Renwick) : le vendeur de hot-dogs
- Carl Ciarfalio (VF : Pascal Renwick) : l'un des membres d'un gang qui dévalise l'armurerie au début du film

## Production

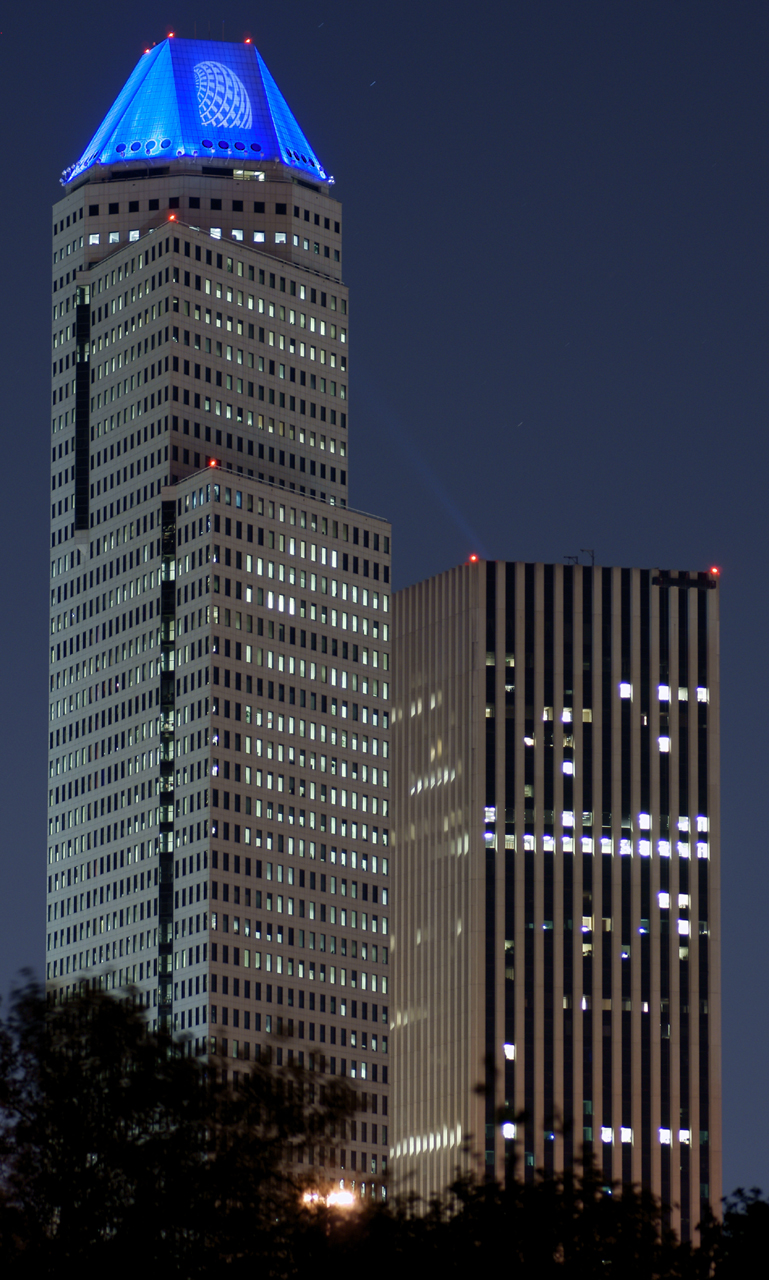
Le Cullen Center à Downtown Houston (avec le Continental Center One et la KBR Tower) sert de décors au film.

### Genèse et développement
Les scénaristes du premier film, Edward Neumeier et Michael Miner, commencent à écrire une ébauche de scénario pour la suite dès septembre 1987 à la demande pressante d'Orion Pictures qui leur impose une deadline pour le 31 décembre 1997. Les scénaristes bâclent le scénario car ils écrivent également un autre projet d'Orion, Company Man, sur les liens de la Central Intelligence Agency avec les Contras, qui doit être réalisé par Oliver Stone avec Paul Newman.
Producteur du premier film, Jon Davison n'est initialement pas intéressé par faire une suite. Il part alors travailler sur Dick Tracy, alors que Paul Verhoeven — réalisateur du premier film — prépare Total Recall (1990). Jon Davison quittera finalement Dick Tracy à l'arrivée de Warren Beatty, pour se focaliser sur RoboCop 2.
Le script d'Edward Neumeier et Michael Miner s'intitule RoboCop 2: The Corporate Wars. L'intrigue se déroule 25 ans après le premier film. RoboCop, essayant d'arrêter un braquage de banque, est détruit par un voleur. Il se réveille ensuite dans un monde où les États-Unis sont nommés AmeriPlex, composé de « plexes », des villes pour la classe supérieure constitués d'anciennes villes (c'est-à-dire NewYorkPlex, RioPlex, DelhiPlex) et de nombreux autres bidonvilles avec des résidents nommés « OutPlexers ». Il est relancé dans un bâtiment aujourd'hui abandonné de la défunte Omni-Consumer Products (OCP) par deux crétins travaillant pour un "super-entrepreneur" nommé Ted Flicker, qui envisage de faire du gouvernement national une société privée dont il sera propriétaire. Flicker exerce également actuellement un contrôle important sur le pays, même si une autre personne (un ancien comédien) en est le président.. Le nouveau système de RoboCop est également le système informatique central d'AmeriPlex, NeuroBrain.
En mars 1988, la Writers Guild of America se met en grève. Cela provoque le licenciement d'Edward Neumeier et Michael Miner. De plus, les scénaristes avaient du mal à se mettre d'accord avec Orion sur l'histoire, le studio étant découragé par les idées difficiles contenues dans l'ébauche de script. De plus, Olivier Stone abandonnera quant à lui Company Man pour tourner Conversations nocturnes, annulant tous liens entre les deux scénaristes et Orion.
Alors que le studio souhaite toujours sortir rapidement la suite, Orion cherche toujours des scénaristes. Avant son départ, Edward Neumeier avait recommandé deux scénaristes de comics : Alan Moore et Frank Miller. Si le premier rejette l'idée de faire du cinéma, le second accepte et débute à écrire son script. Ses diverses ébauches contiennent des points communs avec The Corporate Wars : elles commencent toutes les deux pendant la période des fêtes, une bataille a lieu entre les entreprises et des citoyens pauvres, il y a un entrepreneur essayant d'acheter le gouvernement, des hackers asiatiques sont les acolytes de RoboCop, etc.. La première ébauche de Frank Miller était moins comique et mettait davantage l'accent sur le fascisme corporatiste que le film final. Si le producteur Jon Davison l'apprécie, Orion le juge « infilmable » et a fait appel à un scénariste expérimenté, Walon Green, pour le réécrire. Il coupe de nombreuses choses dont des scènes d'Anne Lewis et le mariage entre Alex Murphy et sa femme Ellen. Déçu par ces nombreux changements, Frank Miller publiera plus tard son scénario en comics dans les années 2000,,.
Le studio se met ensuite en quête d'un réalisateur, car Paul Verhoeven ne peut pas revenir. Le film est proposé à Alex Cox qui le trouve de « Droite »,
Le producteur Jon Davison propose par ailleurs le poste à son ami Tim Hunter, qui avait réalisé peu de temps avant Le Fleuve de la mort (film, 1986) (1986). Cependant, la vision du cinéaste est différente et plus sombre que le ton humoristique du scénario de Frank Miller. En juin 1989, onze semaines avant le début du tournage, Tim Hunter a quitté le projet.,,. Il est remplacé au pied levé par le vétéran Irvin Kershner. Ce dernier avait heureusement les mêmes objectifs que Frank Miller. Jon Davison insiste pour que le scénario ne soit pas réécrit, pour respecter les délais serrés imposés par le studio. Irvin Kershner n'a pas eu d'autre choix que de travailler avec Frank Miller pendant le tournage, ainsi qu'au montage, pour mettre de l'ordre dans le scénario.

### Attribution des rôles
Peter Weller reprend, pour la dernière fois, le costume de RoboCop. Nancy Allen reprend quant à elle celui de l'officier Lewis. L'actrice est cependant très déçue que son personnage soit bien plus en recul par rapport au premier film. En effet, ne l'appréciant pas, Irvin Kershner a lui-même décidé de réduire la prestation de Lewis dans le scénario[réf. nécessaire].

### Tournage
Le tournage a lieu principalement à Houston au Texas,. La scène finale est tournée au Houston Theater District ainsi qu'aux Wortham Theater Center et Alley Theatre. Le Cullen Center est quant à lui utilisé pour le siège de l'OCP. Quelques plans sont aussi faits avec le Bank of America Center.

### Musique
Bandes originales de RoboCop
RoboCop
(1987) RoboCop 3
(1992)
Leonard Rosenman succède à Basil Poledouris, pour la musique du film. Basil Poledouris reviendra cependant pour le 3e film.
Liste des titres
1. Overture: Robocop – 6:02
2. City Mayhem – 3:37
3. Happier Days – 1:28
4. Robo Cruiser – 4:40
5. Robo Memories – 2:07
6. Robo and Nuke – 2:22
7. Robo Fanfare – 0:32
8. Robo and Cain Chase – 2:41
9. Creating the Monster – 2:47
10. Robo I vs. Robo II – 3:41

## Accueil

### Accueil critique
Le film reçoit des critiques partagées. Si les effets spéciaux et les scènes d'action sont en général plébiscités, plusieurs critiques soulignent une intrigue pas assez centrée sur RoboCop et sa partenaire Lewis. Sur l'agrégateur américain Rotten Tomatoes, il récolte 30% d'opinions favorables pour 37 critiques et une note moyenne de 4,70⁄10. Sur Metacritic, il obtient une note moyenne de 42⁄100 pour 22 critiques.

### Box-office
Côté box-office, le film rapporte 45 681 173 $ sur le sol américain. Il s'agit d'un résultant décevant pour le studio car en dessous des 53 millions du premier film. En France, ce deuxième film attire 1 008 434 spectateurs en salles, un résultat là aussi inférieur au premier film qui comptait 1 686 525 entrées.

## Distinctions
RoboCop 2 obtient trois nominations aux Saturn Awards 1991 — meilleur film de science-fiction, meilleur jeune acteur (Gabriel Damon) et meilleurs effets spéciaux (Phil Tippett, Rob Bottin et Peter Kuran) — mais n'a remporté aucun prix.

## Analyse

### Erreurs et incohérences
- Robocop est attiré par un aimant à un moment du film, ce qui devrait être impossible, car il est composé de titane, métal insensible aux aimants dans sa forme pure.